# Le storie di Gipo
Le storie di Gipo è stato un programma televisivo per bambini che è andato in onda su Rai Yoyo ogni sabato e domenica alle ore 10.00. Nato nel 2011 in sostituzione de Il Videogiornale del Fantabosco è tornato in onda nel 2013 con la terza edizione in contemporanea con la decima del Videogiornale. La terza edizione ha presentato diverse novità tra cui la co-conduzione dapprima di Greta Pierotti e successivamente di Laura Carusino.

## Protagonista
Il protagonista di questo programma è il medesimo del Videogiornale, Gipo Scribantino, interpretato da Oreste Castagna. La prima apparizione di quest'ultimo avviene nel 2002, nella Melevisione e in seguito nel primo episodio del Videogiornale del Fantabosco su Rai 3 e in VHS.
È lo gnomo giornalista, archivista e sapiente del Fantabosco. Abita nella Torre Scribantina, dove da molti anni dirige il giornale ufficiale del Fantabosco, vive con il quadro dell'antenato Scriba Melantone, fondatore del giornale adesso da lui diretto. Il suo inviato è il suo amico merlo Fischiolante. Lo gnomo non appare più nelle puntate della Melevisione ma esiste ancora nel Fantabosco (bensì appare nelle Storie di Gipo e in altri programmi). Nelle stagioni successive, Gipo Scribantino viaggia per l'Italia e ancora successivamente "si reca" nella Piazza dei Bambini fino ad entrare nel cast di altri programmi come Buongiorno con Yoyo e L'albero azzurro.

## Ambientazione
L'ambientazione della prima edizione corrisponde a quella della decima del Videogiornale (la Torre Scribantina e il Fantabosco). La seconda edizione è ambientata in diverse città italiane dove i nonni raccontano il loro mestiere e storie di "carta" a Gipo ed ai bambini. Dalla terza edizione, il programma è ambientato nella "piazza dei bambini", dove Gipo ha capito che è divertentissimo divertirsi dal vivo con i piccoli.

## Stagioni e puntate

### Riepilogo Stagioni
| Stagione          | Inizio           | Fine             | N. Puntate | Sigla                        | Ambientazione        |
| ----------------- | ---------------- | ---------------- | ---------- | ---------------------------- | -------------------- |
| 1ª (2011-2012)    | 17 dicembre 2011 | 4 marzo 2012     | 23         | Sigla de la Melevisione      | Torre Scribantina    |
| 2ª (Inverno 2012) | 6 ottobre 2012   | 16 dicembre 2012 | 21         | Greensleeved dei Jethro Tull | In giro per l'Italia |
| 3ª (2013)         | 27 aprile 2013   | 30 giugno 2013   | 20         | Greensleeved dei Jethro Tull | Piazza dei Bambini   |
| 4ª (2014-2015)    | 26 ottobre 2013  | 11 maggio 2014   | 26         | Greensleeved dei Jethro Tull | Piazza dei Bambini   |
| 5ª (2014)         | 19 giugno 2014   | 14 ottobre 2014  | 20         | Greensleeved dei Jethro Tull | Piazza dei Bambini   |
| 6ª (2015)         | 7 marzo 2015     | 14 giugno 2015   | 30         | Greensleeved dei Jethro Tull | Piazza dei Bambini   |
| 7ª (2016-2017)    | 12 novembre 2016 | 18 giugno 2017   | 40         | Greensleeved dei Jethro Tull | Piazza dei Bambini   |

### Prima stagione - Inverno 2011/2012
La stagione inizia il 17 dicembre per quattro episodi al 4 marzo 2012 e andò in onda il sabato e la domenica alle ore 11.30.
Oreste Castagna, veste i panni dello gnomo giornalista Gipo Scribantino, il direttore del Giornale del Fantabosco. Vive nella Torre Scribantina e insieme a lui collaborano il merlo Fischiolante e gli altri merli giornalisti. Egli crea i suoi "numeri specialis" del Giornale del Fantabosco dedicandosi agli eventi del regno o esperienze personali. Si ispira e consiglia anche libri per bambini-ragazzi. Tramite il Gipo-Visore guarda i video dei "puerilli" di Città Laggiù ma anche disegni o letterine. Discute spesso con Melantone, burbero antenato sempre nella cornice e mostra i fatti accaduti tramite il MeleLibrone, che prende il posto della Pressa Spemicarta. Tra gli oggetti utilizzati troviamo anche il Morganetto delle canzoni e il retino delle notizie web. Anche in questa edizione vengono mostrati i video realizzati dai bambini con il nome "Messaggio per Gipo". Molte puntate di questa stagione sono ambientate interamente nel bosco del Fantabosco e non nella Torre scribantina.
Puntate: Messa in onda
1. Abbasso il mal di denti 17 dicembre 2011
2. Il pirata scribantino 18 dicembre 2011
3. Sogni 24 dicembre 2011
4. Storie di Natale 25 dicembre 2011
5. Puzze puzzotte 31 dicembre 2011
6. Sensi sopraffini 7 gennaio 2012
7. Il lavoro è oro 8 gennaio 2012
8. La pietra più preziosa 14 gennaio 2012
9. Caccia la Bugia 15 gennaio 2012
10. Futuro al volo 21 gennaio 2012
11. Rime Risate 22 gennaio 2012
12. Cibo per tutti i gusti 28 gennaio 2012
13. Bentornata Pignavera! 29 gennaio 2012
14. Ordine allegro 4 febbraio 2012
15. Essere o non essere, Melantone! 5 febbraio 2012
16. La carta magica 11 febbraio 2012
17. L'albero di Gipo 12 febbraio 2012
18. Favole e fiabe 18 febbraio 2012
19. Caccia alla notizia 19 febbraio 2012
20. Se tu dai una cosa a me 25 febbraio 2012
21. La fattoria di Gipo 26 febbraio 2012
22. Fare, raccontare, sognare 3 marzo 2012
23. Uno gnomo in vacanza 4 marzo 2012

### Seconda stagione - Inverno 2012
La seconda stagione de Le storie di Gipo è andata in onda dal 6 ottobre al 16 dicembre 2012 su Rai Yoyo, il sabato e la domenica alle 17.30. A differenza delle scorse stagioni, questa non è più ambientata nel Fantabosco ma in diverse città italiane. Lo scopo non è più raccontare episodi successi nel bosco della Melevisione, ma raccontare storie con l'intervento dei bambini. Tra le altre novità una nuova videosigla, una nuova grafica e una nuova sigla musicale, ovvero Greensleved dei Jethro Tull (brano che rielabora la celebre melodia popolare inglese Greensleves).
Durante ogni puntata ci sono degli ospiti che insegnano ai bambini il loro mestiere. Il programma è scritto da Daniela Attilini, Silvia Barbieri, Nicole Bianchi e Oreste Castagna. La regia è di Valerio Orsolini.
Puntate: Messa in onda
1. Il lavoro è oro 6 ottobre 2012
2. La perla della Lombardia 7 ottobre 2012
3. Fiuggi e la sua arte 13 ottobre 2012
4. Fumone 14 ottobre 2012
5. Il parco del Romanico degli Almenno 20 ottobre 2012
6. Scampia 21 ottobre 2012
7. Morano Calabro 27 ottobre 2012
8. Vernazza 28 ottobre 2012
9. Pollica 3 novembre 2012
10. Montalcino 4 novembre 2012
11. Riva del Garda 10 novembre 2012
12. Castelnuovo Berardenga 11 novembre 2012
13. Rovereto 17 novembre 2012
14. San Gusmè 23 novembre 2012
15. Stilo 24 novembre 2012
16. Bracciano 25 novembre 2012
17. Bivongi 1 dicembre 2012
18. Collalto Sabino 2 dicembre 2012
19. San Possidonio 8 dicembre 2012
20. San Felice sul Panaro 9 dicembre 2012
21. Mirandola 16 dicembre 2012

### Terza stagione - 2013
La terza edizione va in onda da sabato 27 aprile 2013 a domenica 30 giugno 2013 alle ore 9.30 ogni sabato e domenica sul canale tematico Rai Yoyo. Questa edizione è ambientata nella "Piazza dei bambini" e viene introdotto il personaggio di Ariele, interpretato da Greta Pierotti. In ogni puntata viene raccontata una gioco-storia e a questa si riferisce il titolo della puntata. Inoltre i nonni in ogni puntata insegnano le regole di un Grande Gioco a cui giocano i bambini in studio. In tutte le puntate è infine presente un Fiordartista, un bambino che si esibisce in una particolare arte. Continuano ad essere presenti molti riferimenti al Fantabosco, in particolare al merlo Fischiolante.
Puntate:
| Puntata | Messa in onda  | Storia                          | Grande Gioco                           | Fiordartista-Note |
| ------- | -------------- | ------------------------------- | -------------------------------------- | ----------------- |
| 1       | 27 aprile 2013 | Le sedie musicali               | Le sedie musicali                      | Michele           |
| 2       | 28 aprile 2013 | Stella stellina                 | Un, due, tre, stella!                  | Melania           |
| 3       | 4 maggio 2013  | Voglio la frangia di Lyon       | Filastrocca de Un osso grande e grosso | Francesca         |
| 4       | 5 maggio 2013  | Sassolino nel mondo             | Campana o mondo                        | Aurora            |
| 5       | 11 maggio 2013 | E vai!                          | Strega comanda colore                  | Alessandro        |
| 6       | 12 maggio 2013 | Palla nome chiama               | Palla chiama nome                      | Andrea            |
| 7       | 18 maggio 2013 | Di nome Stella Marina           | La Wii te la prendo Lunedì             | Tiziano           |
| 8       | 19 maggio 2013 | Il sorriso di Tommasino         | Le belle statuine                      | Arianna           |
| 9       | 25 maggio 2013 | Rubabandiera                    | Rubabandiera                           | Francesco         |
| 10      | 26 maggio 2013 | Il salto di Nocciolina          | La Cavallina                           | Bianca            |
| 11      | 1º giugno 2013 | Il lupo mangia-frutta           | Lupo mangia-frutta                     | Ludovico          |
| 12      | 2 giugno 2013  | Il conte tulipano e la moschina | Mosca cieca                            | Mattia            |
| 13      | 8 giugno 2013  | Il nascondiglio che luccica     | Nascondino                             | Serena            |
| 14      | 9 giugno 2013  | I sacchi di Granodoro           | Corsa nei sacchi                       | Elena             |
| 15      | 15 giugno 2013 | La palla imprigionata           | Palla prigioniera                      | Martina           |
| 16      | 16 giugno 2013 | La regina delle lumache         | Regina Reginella                       | Manuel            |
| 17      | 22 giugno 2013 | La fortuna del ferro di cavallo | Ferro di Cavallo                       | Chiara            |
| 18      | 23 giugno 2013 | Abbraccio di sasso              | Morra Cinese                           | Carlotta          |
| 19      | 29 giugno 2013 | Il salto di Baffi               | Il fuoco                               | Claudio           |
| 20      | 30 giugno 2013 | L'uovo dell'arcobaleno          | Corsa con l'uovo                       | Martina           |

### Quarta stagione - 2013/2014
La quarta edizione de Le Storie di Gipo è andata in onda dal 26 ottobre 2013 ogni sabato e domenica alle ore 10.00 su Rai YoYo, sempre condotta da Gipo e dalla fata Ariele.
Puntate:
| Puntata | Messa in onda    | Storia                                | Grande Gioco                     | Fiordartista-Note                                  |
| ------- | ---------------- | ------------------------------------- | -------------------------------- | -------------------------------------------------- |
| 1       | 26 ottobre 2013  | Chi'è Zio Pasquale                    | L'equilibrista                   | Ivan                                               |
| 2       | 27 ottobre 2013  | La pentola di Pongo                   | La pignatta                      | Davide                                             |
| 3       | 2 novembre 2013  | Tonda palla sola                      | La palla solitaria               | Maria                                              |
| 4       | 3 novembre 2013  | Che puzza, Gipo, che puzza!           | I cerchi nel bastone             | Marco                                              |
| 5       | 9 novembre 2013  | Per dire Aiuto                        | Tiro alla fune                   | Laura                                              |
| 6       | 10 novembre 2013 | Il salto di Formichina                | Il salto alla corda              | Jennifer                                           |
| 7       | 16 novembre 2013 | Provaci                               | Biglie                           | Francesco                                          |
| 8       | 17 novembre 2013 | Uffa ti prego!                        | Birilli                          | Riccardo                                           |
| 9       | 23 novembre 2013 | Addio Papa Francesco                  | Yoyo                             | Miriam                                             |
| 10      | 24 novembre 2013 | Evviva questa pasticceria             | Gioco della fiducia              | Anna                                               |
| 11      | 30 novembre 2013 | Palestra della santa messa            | Hula hop                         | Chiara                                             |
| 12      | 1º dicembre 2013 | La gente è strana, forse un po' matta | Elastico                         | Valentina                                          |
| 13      | 7 dicembre 2013  | La Televisione                        | Segui il capo                    | Carlotta                                           |
| 14      | 8 dicembre 2013  | Oh! Vaccacane Gipo                    | La corda                         | Andrea                                             |
| 15      | 14 dicembre 2013 | Con gli amici c'è più gusto           | Il gioco della corsa dei granchi | Alla puntata partecipa Fata Lina della Melevisione |
| 16      | 15 dicembre 2013 | Però viaggi contento                  | Le sabbie mobili                 | Barbara                                            |
| 17      | 21 dicembre 2013 | Il nuovo TG1                          | Occhiolino assassino             | Maria Grazia Picchetti                             |
| 18      | 22 dicembre 2013 | Ti saluto Don Gigi Verdi              | Il gioco delle belle statuine    | Daria                                              |
| 19      | 28 dicembre 2013 | Sono quelli di sua moglie             | La palla                         | Melania                                            |
| 20      | 29 dicembre 2013 | Che nuotare è divertente              | Il baseball                      | Nicoletta Orsomando                                |
| 21      | 4 gennaio 2014   | Sono arrabbiato                       | Lo sciatore                      | Mattia                                             |
| 22      | 5 gennaio 2014   | Il numero 60                          | Bolle di sapone                  | Irene                                              |
| 23      | 11 gennaio 2014  | È difficile imparare                  | Il circo                         | Filippo                                            |
| 24      | 12 gennaio 2014  | Sono quelli di suo marito             | Il coccodrillo                   | Daniele                                            |
| 25      | 18 gennaio 2014  | Essere un tipo esperto                | Le carte di Uno                  | Emanuele                                           |
| 26      | 19 gennaio 2014  | Il pulcino                            | Lo shopping                      | Giulia                                             |

### Quinta stagione 2014/2015
A partire dalla quinta edizione non appare più la fata Ariele venendo sostituita da Stella Marina (interpretata da Laura Carusino) la fata del mare, una stella blu che poi si trasforma in una donna umana. Anche in questa edizione vi sono vari riferimenti al Fantabosco; la serie è ancora ambientata nella Piazza dei Bambini.
Puntate:
| Puntata | Messa in onda  | Storia                   | Grande gioco                    | Fiordartista-Note                                    |
| ------- | -------------- | ------------------------ | ------------------------------- | ---------------------------------------------------- |
| 1       | 7 marzo 2015   | Piatto col cucchiaio     | Uovo col cucchiaio              | Daniele                                              |
| 2       | 8 marzo 2015   | Addio san giuseppe       | Passa la palla                  | Davide                                               |
| 3       | 14 marzo 2015  | La faccia del pulcino    | La pignatta                     | Marco                                                |
| 4       | 15 marzo 2015  | E facile imparare        | Squali e pesci                  | Maria                                                |
| 5       | 21 marzo 2015  | Un solo giorno           | La corsa nei sacchi             | Francesco                                            |
| 6       | 22 marzo 2015  | Frutta e verdura         | Mondo                           | Giulia                                               |
| 7       | 28 marzo 2015  | Ti saluto don vincenzo   | Il gioco dei bottoni            | Irene                                                |
| 8       | 29 marzo 2015  | Il cane                  | Sedie musicali                  | Gabriel                                              |
| 9       | 4 aprile 2015  | Il gatto                 | Mosca cieca                     | Anna                                                 |
| 10      | 5 aprile 2015  | Le uova di pasqua        | Le belle statuine               | Alessandro                                           |
| 11      | 11 aprile 2015 | Chi dovrebbe essere      | Un, due, tre stella             | Bianca                                               |
| 12      | 12 aprile 2015 | Il vecchio TG1           | Strega comanda color            | Ludovico                                             |
| 13      | 18 aprile 2015 | Sono felice              | Pastore                         | Andrea                                               |
| 14      | 19 aprile 2015 | Sono triste              | Panettiere                      | Tiziano                                              |
| 15      | 25 aprile 2015 | Balli di gruppo          | Archeologo                      | Emanuele                                             |
| 16      | 26 aprile 2015 | Muratore                 | Contadino                       | Chiara                                               |
| 17      | 2 maggio 2015  | Il salto del pinguino    | Giornalaio                      | Valentina                                            |
| 18      | 3 maggio 2015  | Una magica scoperta      | Il barbiere                     | Alla puntata partecipano Lui e Sofì dei Me Contro Te |
| 19      | 9 maggio 2015  | Provaci signore          | Fruttivendolo                   | Filippo                                              |
| 20      | 10 maggio 2015 | Il gelato                | Vigile                          | Barbara                                              |
| 21      | 16 maggio 2015 | La cipolla               | Inventori geniali               | Claudio                                              |
| 22      | 17 maggio 2015 | La pentola di zio matteo | La torre della sapienza         | Michele                                              |
| 23      | 23 maggio 2015 | Ballo di gruppo          | Emozioni a colore               | Melania                                              |
| 24      | 24 maggio 2015 | Nuotare è divertente     | EUREKA che vuol dire ho trovato | Manuel                                               |
| 25      | 30 maggio 2015 | Musicista                | Musicista                       | Carlotta                                             |
| 26      | 31 maggio 2015 | Gira che ti rigira       | Fiorista                        | Riccardo                                             |
| 27      | 6 giugno 2015  | Siamo fratelli           | Fiori in pericolo               | Daria                                                |
| 28      | 7 giugno 2015  | Siamo sorelle            | Dottore                         | Miriam                                               |
| 29      | 13 giugno 2015 | Ma è Facile              | Fazzoletto che scotta           | Ivan                                                 |
| 30      | 14 giugno 2015 | Ma è Difficile           | Collana speciale                | Maria Grazia                                         |

### Sesta stagione 2015/2016
A partire dalla sesta edizione fino alla settima stagione Stella Marina è di colore rosso anziché di colore blu. Anche se in queste edizioni vi sono vari riferimenti al Fantabosco, la serie è ancora ambientata nella Piazza dei Bambini.
Puntate:
| Puntata | Messa in onda    | Storia                                                       | Grande gioco              | Fiordartista-Note |
| ------- | ---------------- | ------------------------------------------------------------ | ------------------------- | ----------------- |
| 1       | 12 novembre 2016 | La storia della Cipolla                                      | Che Cos'è                 | Emilia            |
| 2       | 13 novembre 2016 | La storia della bici                                         | Passeggiando per un bosco | Riccardo          |
| 3       | 19 novembre 2016 | Travasi magici                                               | Travasi magici            | Francesca         |
| 4       | 20 novembre 2016 | Animali domestici                                            | Cavalletta                | Martina           |
| 5       | 26 novembre 2016 | Bambini sulla spiaggia che costruiscono i castelli di sabbia | Schioccasassi             | Elena             |
| 6       | 27 novembre 2016 | Uova e salsicce sul piatto                                   | Il flauto magico          | Aurora            |
| 7       | 3 dicembre 2016  | Il sole e la luna                                            | Bianco e nero             | Arianna           |
| 8       | 4 dicembre 2016  | la giraffa vanitosa                                          | Tredici carte             | Serena            |
| 9       | 10 dicembre 2016 | Cielo spazioso                                               | Piccola pulce             | Ivan              |
| 10      | 11 dicembre 2016 | Il pesce                                                     | L'albero delle storie     | Jennifer          |
| 11      | 17 dicembre 2016 | La stella e il castello                                      | Bersaglio                 | Sofia             |
| 12      | 18 dicembre 2016 | Istruttore                                                   | Colora i fiori            | Maria             |
| 13      | 24 dicembre 2016 | Regali di natale                                             | Ali di farfalla           | Marco             |
| 14      | 25 dicembre 2016 | Le zeppole di san giuseppe                                   | Pezze di papà             | Manuel            |
| 15      | 31 dicembre 2016 | Notte di natale                                              | La torta della mamma      | Barbara           |
| 16      | 1 gennaio 2017   | Pier di notte                                                | Cani e acchiappacani      | Michele           |
| 17      | 7 gennaio 2017   | Carnevale                                                    | Bandiera nel cerchio      | Giulia            |
| 18      | 8 gennaio 2017   | Tu, tum, tapum                                               | L'inciampatutto           | Andrea            |
| 19      | 14 gennaio 2017  | Botte da piatti                                              | Tiro alla fune            | Miriam            |
| 20      | 15 gennaio 2017  | Zucca e semi                                                 | Stendi i panni            | Tiziano           |
| 21      | 21 gennaio 2017  | Rotondone gong                                               | La camminata sui mattoni  | Laura             |
| 22      | 22 gennaio 2017  | Fischio facile                                               | Tic, tac, toc             | Giuseppe          |
| 23      | 28 gennaio 2017  | Timpano tempesta                                             | Passa sotto               | Emanuele          |
| 24      | 29 gennaio 2017  | Prato con animali                                            | La festa del papà         | Lorenzo           |
| 25      | 4 febbraio 2017  | Ladro di perle                                               | La talpa cieca            | Carlotta          |
| 26      | 5 febbraio 2017  | Girotondo sonante                                            | Evviva la musica          | Maria Picchetti   |
| 27      | 11 febbraio 2017 | Bongo di sole                                                | Orchestra                 | Anna              |
| 28      | 12 febbraio 2017 | La chitarra della cicala                                     | Il salto del coniglio     | Daria             |
| 29      | 18 febbraio 2017 | La musica di neve                                            | Dove sei                  | Bianca            |
| 30      | 19 febbraio 2017 | Campane di miele                                             | Versi diversi             | Grazia picchetti  |
| 31      | 25 febbraio 2017 | Rocco il marinaio                                            | Signor arcobaleno         | Grazia            |
| 32      | 26 febbraio 2017 | Il grillo colziolino                                         | La mela                   | Michele           |
| 33      | 4 marzo 2017     | Il regalo del toro                                           | Riempi la bottiglia       | Irene             |
| 34      | 5 marzo 2017     | Pagliacciombone                                              | Cerca le scarpe           | Nicoletta         |
| 35      | 11 marzo 2017    | Il gong della pace                                           | Cosa suona                | Paolo             |
| 36      | 12 marzo 2017    | Il suono della cornamusa                                     | Scappacuscino             | Luca              |
| 37      | 18 marzo 2017    | La musica del cuore                                          | Tutti scalzi              | Ludovica          |
| 38      | 19 marzo 2017    | Fiato alle trombe                                            | Studio dello scultore     | Giovanni          |
| 39      | 25 marzo 2017    | Arcobaleno sonante                                           | Topo di fiume             | Stefano           |
| 40      | 26 marzo 2017    | Il contrabasso grasso                                        | Tocca l'orso              | Flavio            |

### Settima stagione 2016/2017
La settima edizione de Le storie di Gipo è andata in onda dal 15 aprile 2017 al 18 giugno 2017 ogni sabato e domenica alle ore 10.00 sempre condotta da Gipo e da Stella Marina.
Puntate:
| Puntata | Messa in onda  | Storia                       | Grande gioco               | Fiordartista-Note |
| ------- | -------------- | ---------------------------- | -------------------------- | ----------------- |
| 1       | 15 aprile 2017 | Il gong                      | Tre fiammiferi             | Daniele           |
| 2       | 16 aprile 2017 | Temporale di timpani         | Vola vola                  | Michele           |
| 3       | 22 aprile 2017 | Il violino della capra       | Il tunnel                  | Francesco         |
| 4       | 23 aprile 2017 | Il regalo speciale           | Zizibum                    | Marco             |
| 5       | 29 aprile 2017 | Trillo d'acqua               | Uccellin vola via          | Ivan              |
| 6       | 30 aprile 2017 | Semi sonanti                 | Volpi e segugi             | Irene             |
| 7       | 6 maggio 2017  | Prato con fiori              | Torre sale                 | Giovanna          |
| 8       | 7 maggio 2017  | La storia della macchina     | Il trenino delle ranocchie | Flavio            |
| 9       | 13 maggio 2017 | La storia della moto         | Vola al nido               | Stefano           |
| 10      | 14 maggio 2017 | La storia della capra        | Corsa con i barattoli      | Giulia            |
| 11      | 20 maggio 2017 | Una palla sola               | Serpentello                | Manuel            |
| 12      | 21 maggio 2017 | Ventaglio                    | Avanti e indietro          | Andrea            |
| 13      | 27 maggio 2017 | Prato verde                  | Pupazzi di neve            | Barbara           |
| 14      | 28 maggio 2017 | Essere un esperto            | Angelo bell'angelo         | Gabriel           |
| 15      | 3 giugno 2017  | Serpentone                   | Agnelli e lupi             | Marco             |
| 16      | 4 giugno 2017  | Il tamburo della cicala      | La volpe e i pulcini       | Maria             |
| 17      | 10 giugno 2017 | Passeggiando per il bosco    | Rete da pesca              | Claudio           |
| 18      | 11 giugno 2017 | Che ridere, Gipo, che ridere | Zuccaro                    | Laura             |
| 19      | 17 giugno 2017 | La battaglia dei galletti    | La battaglia dei galletti  | Greta             |
| 20      | 18 giugno 2017 | Ridere ridere                | Ziribidì                   | Matteo            |

## Buongiorno con Yoyo
Buongiorno con Yoyo è stato un programma televisivo italiano per bambini, spin-off de Le storie di Gipo, trasmesso dal canale tematico Rai Yoyo ogni sabato e domenica dal 28 settembre 2013 alle 9.10 per la durata di 5 minuti. Alla conduzione ritroviamo Gipo Scribantino e la fata Ariele, come ne Le storie di Gipo, con la presenza del pupazzo Lallo, il cavallo proveniente dalla trasmissione Casa Lallo, dello stesso canale. Durante il programma i tre conduttori fanno colazione e illustrano quindi ai piccoli telespettatori come questa sia diversa nelle diverse parti del mondo. Inoltre è presente il Peppa quiz, ovvero una semplice domanda relativa al cartone animato Peppa Pig. Lo scopo della trasmissione è infatti ricordare l'appuntamento con il cartone in onda, subito dopo, alle 09.15. Presente inoltre un riferimento alla puntata de Le storie di Gipo, in onda dopo Peppa Pig. Inoltre in ogni puntata Gipo consiglia ai bambini un luogo da visitare durante la giornata, come accadeva durante la trasmissione Parapapà e in molti episodi appare Mofy, la coniglietta del cartone animato omonimo.